# Луковська (Волгоградська область)
Луковська (рос. Луковская) — станиця у Нехаєвському районі Волгоградської області Російської Федерації.
Населення становить 533  особи. Входить до складу муніципального утворення Луковське сільське поселення.

## Історія
Станиця розташована у межах українського історичного та культурного регіону Жовтий Клин.
Згідно із законом від 14 лютого 2005 року № 1006-ОД органом місцевого самоврядування є Луковське сільське поселення.

## Населення
| 1989 | 2010 |
| ---- | ---- |
| 730  | ↘533 |